# Travis (gruppo musicale)
I Travis sono un gruppo rock britannico di Glasgow formatosi nel 1995. 
La band ha un sound molto influenzato dalla British invasion, deve molto alle sonorità derivate dai Beatles e dalla scena Britpop degli anni Novanta.
Hanno vinto due volte il premio per il British album of the year ai BRIT Awards e, insieme agli Oasis, sono ritenuti i precursori di band quali Coldplay e molte altre.
Hanno pubblicato sette album, il primo dei quali è Good Feeling, del 1997. L'ultimo disco, L.A. Times, è del 2024.
Il nome deriva dal protagonista del film Paris, Texas di Wim Wenders.

## Storia del gruppo

### Gli inizi
Nel 1995 il cantante frontman Francis "Fran" Healy aveva alle spalle un gruppo formato da sette membri dal nome "Glass Onion". Già al tempo erano presenti il chitarrista Andrew Dunlop e il batterista Neil Primrose. Tuttavia, dopo diverse controversie all'interno del gruppo, rimangono solo Francis, Andrew "Andy" e Neil, a cui si aggiunge successivamente il migliore amico di Fran, Douglas Payne, come bassista. Interessante è il fatto che Douglas non avesse mai suonato uno strumento, impara però velocemente a destreggiarsi con il basso. È solo in questo momento che i Glass Onion diventano i Travis.
Successivamente i quattro membri della band si trasferiscono da Glasgow a Londra.

### Good FeelingeThe Man Who(1996 - 1999)
Nel 1996 esce l'album di debutto Good Feeling. I pezzi più famosi sono U 16 Girls e All I Want to Do is Rock.
Nel 1999 i Travis pubblicano il loro secondo album, The Man Who. Il titolo dell'album deriva dal libro di Oliver Sacks The Man Who Mistook His Wife for a Hat (L'uomo che scambiò sua moglie per un cappello). Il libro parla dei disturbi percettivi nelle persone.
Poiché il primo album era stato definito da molti critici come schizofrenico e visto che proprio il libro di Sacks tratta di disturbi neurologici, i Travis decisero di dare il nome al secondo album di conseguenza.
Il singolo Why Does It Always Rain on Me è stato il primo grande successo. Con l'uscita di The Man Who inizia per i Travis anche il periodo più intenso di partecipazioni a festival ed esibizioni dal vivo. The Man Who è considerato dalla critica uno dei migliori album della band, nonché uno dei più influenti sulla scena del post britpop degli anni 2000; è stato inserito dalla rivista Q nella lista dei migliori album di tutti i tempi, alla posizione 70. Rappresenta il più grande successo di vendita del gruppo, oltre a essere un importante crocevia per la band, dal momento che con questo lavoro i Travis si spostano verso uno stile diverso da quello che aveva caratterizzato Good Feeling, più orientato verso il soft rock e lontano dalla matrice musicale che li aveva formati negli anni novanta. Numerose band nate all'inizio degli anni 2000, come Coldplay e Keane, ammetteranno di essere nati dai Travis e, in particolare, da quest'album.

### The Invisible Bande12 Memories(2001 - 2003)
Nel 2001 esce il terzo album, The Invisible Band, con i singoli di successo Sing e Side e relativi videoclip. L'album si rivela un successo arrivando in testa nella classifica inglese ed europea e superando ben presto il milione di copie. Sing è uno dei loro brani più conosciuti, anche per il video in cui il gruppo è invitato a un pranzo "elegante" che finisce a torte (e non solo) in faccia.
Il 2002 è l'anno più difficile in cui si preannuncia un probabile scioglimento del gruppo dovuto a un incidente del batterista Neil Primrose, che durante una tournée in Francia quasi annega nella piscina dell'hotel tuffandosi di testa nella vasca riempita solo per metà, riportando diverse fratture alla colonna vertebrale. 
Neil si riprende completamente da questo incidente e nel 2003 può così uscire il quarto album dal nome 12 Memories. Dopo l'incidente e la convalescenza di Primrose, la band si ritira in un cottage a Crear in Scozia per scrivere e registrare nuove canzoni. "È stato come riscoprirsi innamorati" ha dichiarato Payne poco prima dell'uscita del disco. L'album è prodotto dagli stessi Travis, Tchad Blake e Steve Orchard e si differenzia dai precedenti per le tematiche politiche e sociali affrontate. Da 12 Memories escono tre singoli: Re-Offender, The Beautiful Occupation e Love Will Come Through.
The Beautiful Occupation è stata scritta da Healy poco dopo gli attacchi terroristici al World Trade Center a New York dell'11 settembre 2001. Prima di allora Healy si era sempre dichiarato "apolitico", ma gli avvenimenti del 2001 hanno cambiato il suo modo di pensare. 

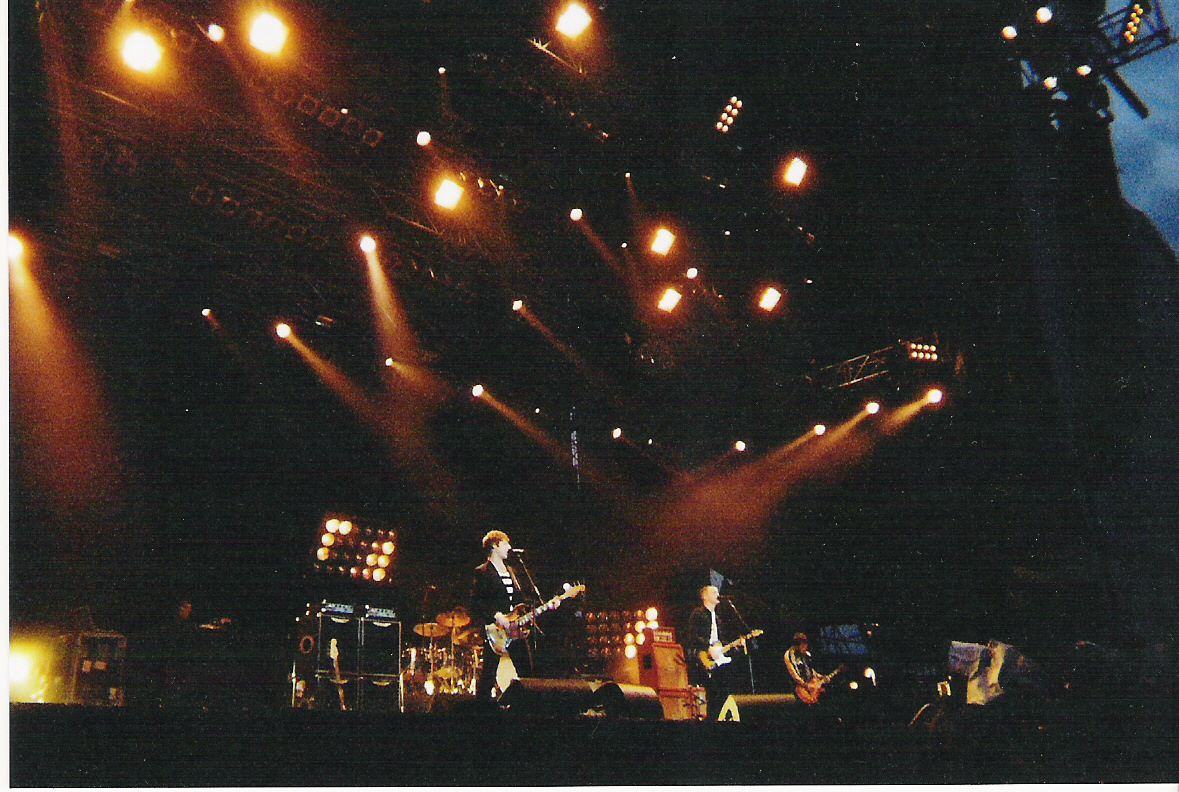
In primo piano da sinistra Dougie Payne e Fran Healy, rispettivamente chitarrista e cantante dei Travis, durante un'esibizione il 4 giugno 2007 al Rock am Ring.

 Healy ha sostenuto il movimento Make Poverty History e ha compiuto due viaggi in Sudan con l'organizzazione Save the Children.

### SingleseThe Boy With No Name(2004 - 2007)
Il 1º novembre 2004 esce la raccolta di singoli Singles, contenente anche l'inedito Walking in the sun.
Nel Natale 2004 i Travis, assieme a Radiohead, U2, Sugababes, The Darkness e altri artisti, si sono uniti al gruppo Band Aid 20, cantando una nuova versione di Do They Know It's Christmas?. I proventi sono stati devoluti ai bambini del Terzo Mondo.
A luglio 2005 i Travis partecipano anche ai concerti del Live 8 di Londra ed Edimburgo.
Il 7 maggio 2007 è uscito il loro quinto album The Boy With No Name prodotto da Nigel Godrich, Mike Hedges e Brian Eno. Il nome dell'album deriva dal figlio di Fran Healy, Clay, per il quale i genitori non erano riusciti a trovare un nome fino ad alcune settimane dopo la sua nascita.
Il primo singolo estratto dall'album è Closer. Altre nuove canzoni caricate su Myspace sono Three Times and You Lose, Selfish Jean, My Eyes, Eyes Wide Open, Colder e Battleships.
Healy descrive il periodo di lavoro sul nuovo album come "uscire da una foresta", dicendo che ora la band si trova "in un posto sereno", in contrasto con le atmosfere cupe di 12 Memories.
Riguardo alle nuove canzoni, Fran ha rivelato che My Eyes è dedicata al figlio, mentre Battleships parla della sua relazione con Nora, iniziata dopo che Healy aveva scritto nel suo diario Bah! Relazioni sentimentali! Sono più che altro delle battaglie! La canzone Colder è invece stata scritta da Dougie Payne, il bassista.

### Il ritorno in studio (2008 - presente)
Il 18 febbraio 2008 la band torna in studio per registrare il suo sesto album: Ode to J. Smith. Le sessioni di registrazione durano due settimane e si svolgono nei Rak Studios di Londra. L'album è pubblicato il 29 settembre 2008 nel Regno Unito.
L'elenco dei brani era stato già proposto durante cinque prove generali nel febbraio 2008. Il singolo di lancio Something Anything esce il 15 settembre nel Regno Unito, mentre nel resto d'Europa la scelta del primo singolo cade su Song to Self. Apparentemente, la scelta del singolo nel Regno Unito è compiuta direttamente dalla band, mentre la scelta del singolo europeo è dettata dalle preferenze delle etichette coinvolte nella distribuzione dell'album al di fuori del territorio britannico.
Il 15 ottobre 2012 la band si è riunita a Giske in Norvegia per registrare il settimo album, il cui titolo è Where You Stand.
Nel gennaio 2016 esce il nuovo singolo 3 Miles High. Nel 2017 la band pubblica una riedizione dell'album The Man Who in occasione dai 18 anni dalla sua pubblicazione. A ciò fa seguito un tour britannico, mentre nel 2019 viene pubblicata un'ulteriore riedizione di The Man Who per il suo ventennale. Il 10 dicembre 2019 il gruppo pubblica il singolo Kissing in the Wind e il documentario Almost Fashionable: A Film About Travis. Il 9 ottobre 2020 pubblica l'album 10 Songs in formato fisico.

## Formazione

### Attuale
- Francis Healy - voce, chitarra ritmica (1991-presente)
- Dougie Payne - basso (1994-presente)
- Andy Dunlop - chitarra (1994-presente)
- Neil Primrose - batteria (1990-presente)

### Ex membri
- Geoff Martyn – tastiera (1990–1996)
- Chris Martyn – basso (1990–1996)
- Simon Jarvis – basso (1990-1990)
- Catherine Maxwell – voce (1990–1991)

## Discografia

### Album in studio
- 1997 - Good Feeling
- 1999 - The Man Who
- 2001 - The Invisible Band
- 2003 - 12 Memories
- 2004 - Singles
- 2007 - The Boy with No Name
- 2008 - Ode to J. Smith
- 2013 - Where You Stand
- 2016 - Everything at Once
- 2020 - 10 Songs
- 2024 - L. A. Times

### Singoli
- 1996 - All I Want to Do Is Rock
- 1997 - U16 Girls
- 1997 - Tied to the 90's
- 1997 - Happy
- 1998 - More Than Us
- 1999 - Writing to Reach You
- 1999 - Driftwood
- 1999 - Why Does It Always Rain on Me?
- 1999 - Turn
- 2000 - Coming Around
- 2001 - Sing
- 2001 - Side
- 2002 - Flowers in the Window
- 2003 - Re-Offender
- 2003 - The Beautiful Occupation
- 2004 - Love Will Come Through
- 2004 - Walking in the Sun
- 2007 - Closer
- 2007 - Selfish Jean
- 2007 - My Eyes
- 2008 - J. Smith
- 2008 - Something Anything
- 2009 - Song to Self
- 2013 - Where You Stand
- 2013 - Moving
- 2013 - Mother
- 2015 - Everything at Once
- 2016 - 3 Miles High
- 2016 - Radio Song
- 2016 - Magnificent Time
- 2016 - What Will Come
- 2016 - Animals
- 2016 - Idlewild
- 2016 - Paralysed
- 2016 - Nothing Ever Happens
- 2019 - Kissing in the Wind
- 2020 - A Ghost
- 2020 - Valentine
- 2020 - The Only Thing
- 2020 - All Fall Down
- 2020 - Waving at the Window
- 2020 - Nina's Song
- 2024 - Gaslight

### Video/DVD
- 2001 - More Than Us (Live in Glasgow)
- 2004 - At the Palace (Live at Alexandra Palace)
- 2004 - Singles DVD